# Xã Totten, Quận Lonoke, Arkansas
Xã Totten (tiếng Anh: Totten Township) là một xã thuộc quận Lonoke, tiểu bang Arkansas, Hoa Kỳ. Năm 2010, dân số của xã này là 423 người.